# Susana Vallejo Chavarino
Susana Vallejo Chavarino (Madrid, 1968) és una escriptora en llengua castellana, especialitzada en fantasia i ciència-ficció.

## Biografia
Nascuda el maig del 68 a Madrid, es va criar als barris de Las Águilas i Carabanchel, fet del qual afirma sentir-se'n orgullosa i deutora, car considera que qui és actualment en bona part és conseqüència de la seva infància i adolescència en aquells barris. Va estudiar al col·legi de Nuestra Señora de Las Escuelas Pías i, més endavant, va ingressar a la Universitat Complutense de Madrid per estudiar Publicitat i Relacions Públiques, com a forma de resoldre el dubte entre Belles Arts i Empresarials.
Als 26 anys, després de treballar a la llibreria FNAC de la botiga de Callao durant el muntatge d'aquesta, es va mudar a Barcelona, on resideix d'aleshores ençà.

## Obres
A finals de 2008 va publicar la seva primera novel·la, L'orde de Santa Ceclina. L'obra, que va sortir tant en castellà com en traducció catalana, és la primera part de la tetralogia Porta Coeli. Es tracta d'una novel·la de fantasia ambientada a la baixa edat mitjana ibèrica, amb un fort component realista. Tot i estar editada sota l'etiqueta de juvenil, es tracta d'una obra amb clares lectures adultes, especialment en torn el paper de Déu: la seva existència i la necessitat d'aquesta, les implicacions de l'absència d'una divinitat, o la substitució d'aquesta per la ciència i la lògica, entre d'altres. El pensament filosòfic des de Sant Tomàs d'Aquino fins a Unamuno, passant per Nietzsche o Kant hi són presents d'una manera o d'una altra. La mateixa autora ha reconegut en més d'una ocasió la influència d'El nom de la rosa, d'Umberto Eco, especialment en el personatge de Bernardo.
Coincidint amb la Diada de Sant Jordi de 2009 es van publicar dues novel·les noves: Collita negra i Switch in the red. El primer és la continuació de Porta Coeli, però val a dir que no és una continuació habitual, ja que els personatges no són els mateixos (si bé n'hi ha que reapareixen com a secundaris). Ha estat publicat també en castellà i en traducció catalana, que va guanyar el Premi Ictineu 2010 en la categoria de Millor novel·la traduïda al català. En aquella edició també va guanyar el premi a Millor relat traduït al català per Un reflex en la mirada, publicat a la revista Catarsi.
Switch in the red és una novel·la de ciència-ficció per a adults, ambientada en la Barcelona d'un futur proper i distòpic no molt diferent del nostre present. Amb un fort component de gènere negre, es tracta d'una obra molt crítica amb la societat d'inicis del tercer mil·lenni. Aquesta obra va ser finalista del Premi Minotauro de ciència-ficció i literatura fantàstica.
L'octubre de 2009 es va publicar la tercera part de Porta Coeli, titulada El principi del fi, i que està ambientada, a diferència de les dues anteriors, en el present. Curiosament, tot i ser el tercer volum va ser el primer a ser escrit.
La saga va concluir amb la publicació, per Sant Jordi de 2010, del quart volum: La clau del secret. En aquesta ocasió l'acció transcorre en un futur proper, i la tetralogia que havia començat com una fantasia medieval termina convertida en ciència-ficció. Novament, va guanyar el Premi Ictineu 2011 a la Millor novel·la traduïda al català.
L'any 2011 va guanyar el Premi Edebé en la categoria de literatura juvenil amb la novel·la L'esperit de l'últim estiu, que va ser publicada en les quatre llengües oficials de l'Estat Espanyol i està pendent de publicar-se al Brasil en portugués. Es tracta d'una història sobre els paradisos perduts que combina una trama en el present i una altra en el passat del protagonista i narrador.
El mes de març de 2013 publicà amb l'editorial Plaza & Janés, del grup Penguin Random House, la novel·la Carrer Berlín, 109. Es tracta d'una obra que l'autora defineix com una mescla entre 13 Rue del Percebe i el gènere negre, i que té com a referents les pel·lícules La comunitat, d'Álex de la Iglesia; Misteriós assassinat a Manhattan, de Woody Allen; i La finestra indiscreta, d'Alfred Hitchcock. Ambientada a Barcelona, es presenta com una obra que pretén reflectir la realitat social de l'Eixample. Com en casos anteriors, la novel·la surt en l'original castellà i en traducció al català.
El setembre de 2013, aquest cop amb l'editorial Hidra, publicà una novel·la juvenil titulada Entre dimensions. Es tracta d'una novel·la de tria la teva aventura, escrita en segona persona. El lector va prenent decisions i amb cadascuna va configurant la lectura, passant a una pàgina o a una altra segons el que triï i arribant a finals diferents. De moment només hi ha edició en castellà, però està prevista una traducció al català per Sant Jordi de 2015. L'autora afirma que es tracta d'un homenatge a la sèrie de televisió Doctor Who.
També el 2013 va tornar a quedar finalista del Premi Minotauro amb Volverás a Tornaràs a Toledo, novel·la lovecraftiana que no ha estat publicada fins avui.
El maig de 2014 publicà El mòbil que guardava al seu interior el secret de la noia de la camisa de color taronja amb Edicions B, només en edició castellana. Es tracta en aquesta ocasió d'una obra humorística sobre la corrupció. L'autora ha afirmat en alguna presentació que va haver de canviar elements de la trama, per què la realitat els anava superant.
Per Sant Jordi de 2015 es va publicar Mare de dracs a Timun Mas, dins el Grup Planeta. És la seva primera obra de no-ficció, un recull de consells per a mares frikis en la línia de Jo sóc el teu pare, de Jorge Vesterra, i no hi ha hagut edició en català. En relació amb aquest llibre va crear un canal de Youtube en el qual dona consells.
El setembre del mateix any va publicar una nova novel·la juvenil, El misteri d'Arlene, amb l'editorial Diquesí. L'obra només ha sortit en castellà, i encara que té una trama central autoconclusiva també és el començament d'un arc argumental que continua en altres novel·les. El misteri d'Arlene seria així l'obertura de la sèrie Tres amics i un fantasma. La segona part, Reencuentro con el pasado, es va publicar l'any següent, i la conclusió de la trilogia va sortir el setembre de 2017.
El febrer de 2020 va publicar la novel·la juvenil Irlanda sense tu, escrita a quatre mans amb Sofía Rhei. La novel·la, publicada en castellà, va ser finalista del Premi Edebé 2018, i és justament aquesta mateixa editorial qui l'ha publicada. També va coincidir amb Sofía Rhei en l'antologia Insólitas, que aplegava relats d'autores es castellà tant de l'Estat Espanyol com d'Amèrica Llatina.
Actualment col·labora de manera esporàdica amb el web especialitzat Fantifica, on també ha publicat per a lliure descàrrega el relat "Volver".